# 18 Brygada Artylerii (III RP)
18 Brygada Artylerii im. płk. Witolda Sztarka (18 BA) – związek taktyczny wojsk rakietowych i artylerii Sił Zbrojnych RP.

## Historia
W 2022 w Nowej Dębie rozpoczęto formowanie 18 Pułku Artylerii. Na podstawie decyzji Nr Z-50/ZOiU-P1 ministra obrony narodowej z 24 kwietnia 2024 oraz rozkazu Nr Z-316 dowódcy generalnego rodzajów sił zbrojnych z 18 czerwca 2024 rozpoczęto proces przeformowania 18 Pułku Artylerii w 18 Brygadę Artylerii. Brygada, a poprzednio pułk, wchodzi w skład 18 Dywizji Zmechanizowanej. Na stanowisko dowódcy brygady został wyznaczony płk Piotr Mączyński, dotychczasowy dowódca 18 pa.
Na podstawie decyzji Nr 91/MON ministra obrony narodowej 9 lipca 2025 brygada przejęła i z honorem kultywuje dziedzictwo tradycji:
- 2 Pułku Artylerii Polowej we Włoszech (1919),
- 7 Pułku Artylerii Polowej we Francji (1919),
- 13 Kresowego Pułku Artylerii Polowej (1919),
- 18 Kresowego Pułku Artylerii Polowej (1920–1931),
- 18 Pułku Artylerii Lekkiej (1931–1939),
- 18 Dywizjonu Artylerii Ciężkiej (1937–1939),
- 18 Pułku Artylerii im. płk. Witolda Sztarka (2022–2024);

otrzymała imię płk. Witolda Sztarka, a dzień 6 czerwca został ustanowiony świętem jednostki.